# Győző Martos
Győző Martos (Budapest, 15 dicembre 1949) è un ex calciatore ungherese, di ruolo difensore.

## Palmarès

### Club

#### Competizioni nazionali
- Campionato ungherese: 1

Ferencvaros: 1975-1976
- Coppa d'Ungheria: 4

Ferencvaros: 1971-1972, 1973-1974, 1975-1976, 1977-1978